# Thymus spinulosus
Thymus spinulosus là một loài thực vật có hoa trong họ Hoa môi. Loài này được Ten. miêu tả khoa học đầu tiên năm 1811.